# Герой Чеченской Республики
Герой Чеченской Республики — высшее звание Чеченской Республики, присваиваемое Главой Чеченской Республики за выдающиеся заслуги перед Чеченской Республикой и её народом, связанные с совершением геройского подвига.

## История
Награда была учреждена Главой Чеченской Республики Рамзаном Кадыровым 31 октября 2022 года.

## Описание
Медаль «Герой Чеченской Республики» представляет собой восьмиконечную золотую звезду с выпуклыми гранеными лучами и рельефным изображением чеченского орнамента.
Звезда окаймлена выпуклым буртом шириной 0,5 мм. Расстояние между концами лучей звезды 35 мм. Углы восьмиконечной звезды инкрустированы изумрудами диаметром 1,25 мм.
На лицевой стороне восьмиконечной звезды расположен круглый медальон диаметром 25 мм, в центре которого изображен рельефный полумесяц и пятиконечная звезда.
Размер полумесяца 15 мм, размер звезды 4,4 мм.
Медальон окружён каймой зеленого цвета шириной 2,7 мм и ограничен выпуклым бортиком с двух сторон. На кайме расположена выпуклая надпись золотистого цвета: по верхней части «КЪОНАХ», по нижней части - «АЛЛАХ1У АКБАР АХМАТ-СИЛА».
На обратной стороне двойная кайма, наружная шириной 0,8 мм, внутренняя шириной 0,5 мм, расстояние между ними 0,6 мм.
В центре по горизонтали в три строки расположена выпуклая надпись «ГЕРОЙ ЧЕЧЕНСКОЙ РЕСПУБЛИКИ». В нижней части гравируется порядковый номер медали и проба золота.
Медаль при помощи ушка и кольца соединяется с прямоугольной колодкой высотой 27 мм и шириной 30 мм. Колодка обтянута муаровой лентой цветов Государственного флага Чеченской Республики. Ширина ленты 24 мм.
На оборотной стороне колодки расположена безопасная булавка для крепления медали к одежде.
Вес медали 65-70 грамм.
Медаль «Герой Чеченской Республики» изготавливается из золота 750-й пробы.

## Награждённые
Согласно положению о звании Героя Чеченской Республики награждённому вручается:
- знак особого отличия — медаль «Герой Чеченской Республики»;
- грамота о присвоении звания Героя Чеченской Республики.

Герои Чеченской Республики пользуются льготами, установленными законодательством Чеченской Республики.
Медаль «Герой Чеченской Республики» носится на левой стороне груди, и располагается выше всех наград, но ниже медали «Золотая Звезда» Героя Российской Федерации.
Среди награждённых (неполный список):
1. Кадыров, Рамзан Ахматович, Глава Чеченской Республики (26 декабря 2022)[2]
2. Болчиханов, Адам Лом-Алиевич, боец вневедомственной охраны войск Национальной гвардии РФ (30 декабря 2022; посмертно)
3. Билалов, Саид Шааманович, боец ВС РФ (30 декабря 2022; посмертно)
4. Каимов, Рахим Хамзатович, боец 141-го специального моторизированного полка имени Героя России Ахмата-Хаджи Кадырова (24 февраля 2023; посмертно)[3]
5. Автаев, Шахрудди Порудинович, боец 141-го специального моторизированного полка имени Героя России Ахмата-Хаджи Кадырова (24 февраля 2023; посмертно)[3]
6. Баталов, Беслан Тагирович, боец 141-го специального моторизированного полка имени Героя России Ахмата-Хаджи Кадырова (24 февраля 2023; посмертно)[3]
7. Висирханов, Нурды, боец 141-го специального моторизированного полка имени Героя России Ахмата-Хаджи Кадырова (24 февраля 2023; посмертно)[3]
8. Ильясов, Али Заирбиевич (27 февраля 2023; посмертно)
9. Чупалаев, Хезир Рамзанович, боец 141-го специального моторизированного полка имени Героя России Ахмата-Хаджи Кадырова (24 февраля 2023; посмертно)[3]
10. Чалаев, Замид Алиевич, полковник полиции (март 2023)[4]
11. Делимханов, Адам Султанович, заместитель председателя Комитета по делам федерации и региональной политики Государственной думы Федерального собрания РФ (17 апреля 2023)[5]
12. Алханов, Руслан Шахаевич, министр внутренних дел по ЧР (17 апреля 2023)[5]
13. Делимханов, Шарип Султанович, начальник Управления Росгвардии по ЧР (17 апреля 2023)[5]
14. Рашаев, Султан, первый заместитель начальника Управления Росгвардии по ЧР (17 апреля 2023)[5]
15. Тушаев, Магомед, командир 96 полка оперативного назначения Северо-Кавказского округа войск Национальной гвардии РФ (17 апреля 2023)[5]
16. Ахматов, Муса, командир полка патрульно-постовой службы полиции Управления МВД России по Грозному (17 апреля 2023)[5]
17. Лосанкаев, Сайди, командир 249 отдельного специального моторизованного батальона 46 отдельной бригады оперативного назначения Северо-Кавказского округа войск Национальной гвардии РФ (17 апреля 2023)[5]
18. Геремеев, Руслан, майор запаса (17 апреля 2023)[5]
19. Хизриев, Адам, командир ОМОН «Ахмат» Крепость» (на транспорте) Управления Росгвардии по ЧР (17 апреля 2023)[5]
20. Ибриев, Тимур, командир мотострелковой роты мотострелкового батальона «АХМАТ-Запад» (17 апреля)[5]
21. Бисаев, Анзор, командир отряда мобильного особого назначения «АХМАТ-Грозный» Управления Федеральной службы войск Национальной гвардии РФ по ЧР (17 апреля 2023)[5]
22. Мусаев, Али, заместитель командира СОБР «АХМАТ» УФСВНГ РФ по ЧР (17 апреля 2023)[5]
23. Агуев, Рустам, начальник отдела МВД РФ по Курчалоевскому району ЧР (17 апреля 2023)[5]
24. Кадыров, Адам Рамзанович, сын главы региона Рамзана Кадырова (6 октября 2023)
25. Висмурадов, Абузайд Джандарович, командир отряда СОБР «Ахмат» (6 октября 2023)[6]
26. Даудов, Магомед Хожахмедович, Председатель Парламента Чеченской Республики (6 октября 2023)
27. Алаудинов, Апти Аронович, заместитель командующего 2-м армейским корпусом (6 октября 2023)
28. Кадыров, Хас-Магомед Шахмомедович, мэр Грозного (6 октября 2023)
29. Тумхаджиев, Иса Абубакарович, Первый Заместитель Председателя Правительства Чеченской Республики, (6 октября 2023)
30. Черхигов, Идрис Рамзанович, Начальник УГИБДД МВД по Чеченской Республики, (6 октября 2023)
31. Ирасханов, Аслан Салманович, Министр внутренних дел Чечни, (6 октября 2023)
32. Дудаев, Ахмед Махмудович, Министр Чеченской Республики по национальной политике, внешним связям, печати и информации, (6 октября 2023)
33. Цакаев, Алихан Гарманович, Начальник Главного управления МЧС России по Чеченской Республике, (6 октября 2023)
34. Магомадов, Хасмагомед Адикович, командир 94-го полка оперативного назначения, (6 октября 2023)
35. Агуев, Исмаил Майрбекович, командир батальона «Ахмат — Запад», (6 октября 2023)
36. Делимханов, Гайрбек Заурбекович, руководитель Шатойского РОВД, (6 октября 2023)
37. Магомед Арсиев, (6 октября 2023)
38. Иблаев, Муса Шамильевич, командир батальона «Юг-Ахмат», (6 октября 2023)
39. Алиев, Адам Лечиевич, (декабрь 2023; посмертно)
40. Ахматханов, Ибрагим Шайахмедович, боец полка патрульно-постовой службы имени А. Кадырова МВД РФ, (декабрь 2023; посмертно)
41. Тарамов Ислам, боец ВС РФ, (декабрь 2023; посмертно)
42. Цамаев, Валид Мусаевич, боец Росгвардии по охране банковских учреждений ФГКУ «УВО ВНГ РФ ЧР», (декабрь 2023; посмертно)